# Karl Kautsky
Karl Johann Kautsky ( /ˈkaʊtski/; n. 16 octombrie 1854, Praga, Imperiul Austriac – d. 17 octombrie 1938, Amsterdam, Țările de Jos) a fost un filosof, jurnalist și teoretician marxist ceho-austriac. Kautsky a fost recunoscut ca fiind unul dintre cei mai de seamă promotori ai marxismului ortodox după moartea lui Friedrich Engels în 1895 și până la izbucnirea Primului Război Mondial din 1914. 
După război, Kautsky a devenit un critic deschis al Revoluției Bolșevice, angajându-se în polemici cu Vladimir Lenin și Leon Troțki pe marginea naturii statului sovietic. 

## Viața și cariera

### Primii ani
Karl Kautsky, născut la Praga dintr-o familie de artiști din clasa de mijloc, părinții lui erau Johann Kautsky⁠(d) (scenograf) și Minna (actriță și scriitoare).  Familia s-a mutat la Viena când Kautsky avea șapte ani. A studiat istoria, filozofia și economia la Universitatea din Viena începând cu 1874 și a devenit membru al Partidului Social Democrat din Austria (SPÖ) în 1875. În 1880, el s-a alăturat unui grup de socialiști germani din Zürich, care erau susținuți financiar de Karl Höchberg⁠(d), și care făceau contrabandă cu materiale socialiste în Germania, pe vremea legilor antisocialiste⁠(d) (1878 – 1890). Influentat de Eduard Bernstein, secretarul lui Karl Höchberg⁠(d), a devenit marxist, iar în 1881 i-a vizitat pe Marx și pe Engels în Anglia. 

### Cariera politică
În 1883, Kautsky a fondat revista lunară Die Neue Zeit⁠(d) („Vremurile noi”) la Stuttgart, publicație devenită săptămânal în 1890. A editat revista până în septembrie 1917: aceasta i-a adus un venit constant și i-a permis să promoveze marxismul. Din 1885 până în 1890, a petrecut timp în Londra, unde a devenit prieten apropiat cu Friedrich Engels. Poziția sa de teoretician marxist proeminent a fost asigurată în 1888, când Engels l-a însărcinat cu editarea teoriilor surplusului de valoare⁠(d) ale lui Marx în trei volume. În 1891 a fost coautor al Programului de la Erfurt⁠(d) al Partidului Social Democrat din Germania (SPD) împreună cu August Bebel și Eduard Bernstein. 
După moartea lui Engels în 1895, Kautsky a devenit unul dintre cei mai importanți și mai influenți teoreticieni ai marxismului, reprezentând mainstreamul partidului împreună cu August Bebel și prezentând o teorie marxistă a imperialismului. Când Bernstein a atacat poziția marxistă tradițională a necesității revoluției la sfârșitul anilor 1890, Kautsky l-a denunțat, argumentând că accentul pe care Bernstein îl pune asupra fundațiilor etice ale socialismului deschide calea către o chemare la o alianță cu burghezia „progresistă” și o abordare fără clase. 

### Anii de război
În 1914, când deputații social-democrați germani din Reichstag au votat creditele de război, Kautsky (care nu era deputat, dar participa la reuniunile lor) le-a sugerat să se abțină de la vot.  Kautsky a susținut că Germania ducea un război defensiv împotriva amenințării Rusiei țariste.  Cu toate acestea, în iunie 1915, la aproximativ zece luni după începerea războiului și când devenise evident că va fi un război susținut, îngrozitoare de brutal și costisitor, el a adresat un apel lui Eduard Bernstein și lui Hugo Haase⁠(d) împotriva liderilor pro-război din SPD și a denunțat obiectivele anexioniste ale guvernului german. În 1917, a părăsit SPD pentru Partidul Social Democrat Independent din Germania⁠(d) (USPD), care reunea socialiștii care s-au opus războiului. 
După revoluția din noiembrie din Germania, Kautsky a servit ca subsecretar de stat la Ministerul de Externe al guvernului revoluționar de scurtă durată SPD-USPD și a lucrat la găsirea documentelor care demonstrau vinovăția Germaniei imperiale pentru declanșarea războiului. 

### Polemica cu bolșevicii

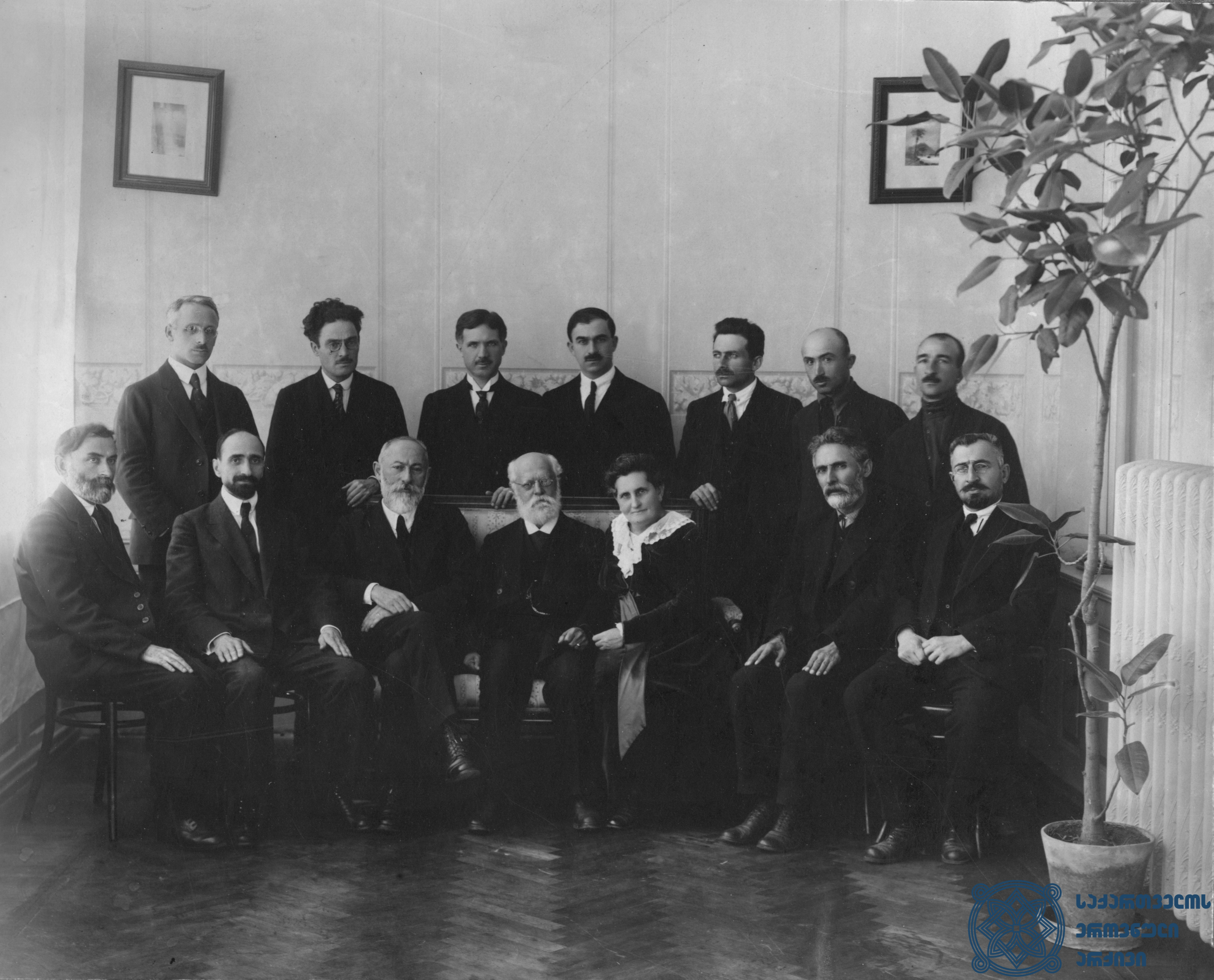
Kautsky cu social-democrații georgieni, Tbilisi, 1920. În primul rând: S. Devdariani, Noe Ramishvili, Noe Zhordania, Kautsky și soția sa Luise, Silibistro Jibladze, Razhden Arsenidze;
în al doilea rând: secretarul lui Kautsky Olberg, Victor Tevzaia, K. Gvarjaladze, Konstantine Sabakhtarashvili, S. Tevzadze, Avtandil Urushadze, R. Tsintsabadze

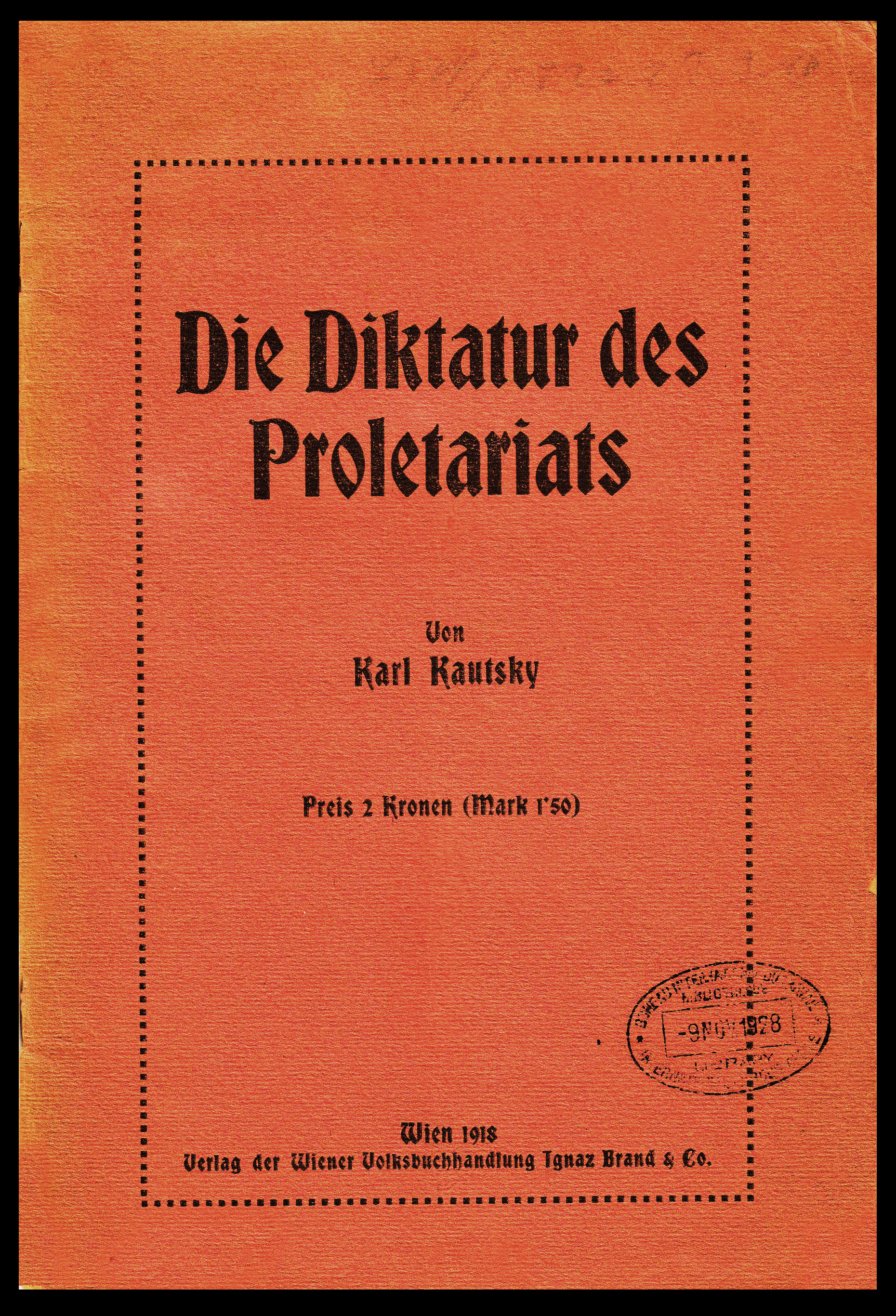
Scrierile lui Kautsky împotriva violenței revoluționare a Revoluției Ruse, Die Diktatur des Proletariats (Dictatura proletariatului), publicată pentru prima dată la Viena în 1918.

După 1919, preeminența lui Kautsky a scăzut constant. În 1920, când USPD s-a divizat, el a mers cu o minoritate a partidului care a fuzionat cu SPD. El a vizitat Georgia în 1920 și a scris o carte despre Republica Democratică Georgia, care în acel moment era încă independentă de Rusia bolșevică.  Până când a fost publicată în 1921, Georgia fusese puternic influențată de Războiul Civil Rus, Armata Roșie invadase Georgia⁠(d), iar bolșevicii au instaurat⁠(d) Republica Sovietică Socialistă Georgiană.  În 1924, la vârsta de 70 de ani, Kautsky s-a mutat înapoi la Viena împreună cu familia sa și a rămas acolo până în 1938. La momentul Anschlussului lui Hitler, a fugit în Cehoslovacia și de acolo a fost dus cu avionul la Amsterdam, unde a murit în același an. 
Karl Kautsky a locuit mulți ani în Berlin-Friedenau⁠(d); soția sa, Luise Kautsky⁠(d), a devenit o prietenă apropiată a Rosei Luxemburg, care locuia și ea în Friedenau. O placă comemorativă marchează locul unde a locuit Kautsky, în Saarstraße 14. 
Vladimir Lenin îl descria pe Kautsky drept „renegat” în broșura clasică „Revoluția proletară și tenegatul Kautsky”; Kautsky, la rândul lui, l-a criticat pe Lenin în opera sa din 1934 Marxismul și bolșevismul: democrația și dictatura: 
„Bolșevicii sub conducerea lui Lenin, însă, au reușit să captureze controlul asupra forțelor armate din Petrograd și mai târziu din Moscova și au pus astfel bazele unei noi dictaturi în locul vechii dictaturi țariste.”
 Cu toate acestea, atât Lenin, cât și Troțki au apărat Revoluția Bolșevică ca o revoltă socială legitimă și istorică asemănătoare cu Revoluția Franceză, imaginându-se pe ei înșiși și pe bolșevici în rolul iacobinilor, în vreme ce „oportunismul” lui Kautsky și al unor figuri similare l-au considerat o „mită socială”, înrădăcinată în intimitatea lor crescândă cu clasele privilegiate. 
O colecție de fragmente din scrierile lui Kautsky, Social-democrația vs. comunismul,  discuta despre regimul bolșevic din Rusia.  El îi considera pe bolșevici (sau comuniști) ca o organizație conspirativă care a câștigat puterea printr-o lovitură de stat și a inițiat schimbări revoluționare pentru care în Rusia nu exista niciun raționament economic.  În schimb, s-a dezvoltat o societate dominată de birocrație, ale cărei defecte depășeau problemele capitalismului occidental. El afirma: 
„Turiștii străini din Rusia rămân muți de uimire în fața uriașelor întreprinderi ridicate acolo, ca în fața piramidelor, de exemplu. Numai rareori le trece prin cap gândul la ce înrobire, ce decădere a stimei de sine omenești este legată de construcția acestor stabilimente gigantice.”

Și: 
„Au extras mijlocul prin care să creeze forțe materiale producătoare distrugând cea mai esențială forță producătoare dintre toate - omul muncii. În groaznicele condiții create de Piatiletka⁠(d), oamenii piereau repede. Filmele sovietice, desigur, nu arată aceasta.”

### Moartea și memoria
Kautsky a murit la 17 octombrie 1938, la Amsterdam.  Fiul său, de⁠(Benedikt Kautsky)[Kautsky&page=Benedikt+Kautsky&targettitle=de traduceți] a petrecut șapte ani în lagărele de concentrare; soția sa, Luise Kautsky, a murit la Auschwitz. 
Kautsky este remarcabil, în afara polemicii antibolșevice, și pentru editarea și publicarea volumului IV al Capitalului lui Marx (de obicei, publicat sub titlul Teoria valorii excedentare). 